# ريتشارد أوتو
ريتشارد أوتو (بالألمانية: Richard Otto)‏ هو أستاذ جامعي ألماني، ولد في 9 نوفمبر 1872 في Landkreis Regenwalde ‏، وتوفي في 12 أغسطس 1952 في فرانكفورت في ألمانيا.